# La novia blanca y la novia negra (cuento)
La novia blanca y la novia negra es un cuento de hadas alemán recogido por los hermanos Grimm bajo el número 135. Es de tipo 403A, Deseos, en la clasificación Aarne-Thompson. En esa misma categoría se encuentran otros cuentos como Los tres hombrecitos en el bosque, Hermano y hermana, La novia frondosa y La corona encantada.  

## Sinopsis
Una mujer y su hija se encontraban preparando el forraje cuando el Señor se les aparece y les pregunta en qué dirección se encontraba el pueblo. La mujer y su hija se niegan a ayudarle pero la hijastra se ofrece a mostrarle el camino. A cambio, las dos primeras mujeres se vuelven feas y su piel se oscurece; mientras que a la hijastra le ofrece tres deseos: belleza, oro infinito y la posibilidad de ir al Cielo tras su muerte.
Reginer, cochero del rey, decide colgar un retrato de su hermana (la hijastra) en su cuarto. El rey, al verla, decide casarse con ella, por lo que la manda a buscar. La madrastra y su otra hermana la acompañan. La madrastra hechiza al cochero, quien acaba medio ciego, y a la novia, que acaba medio sorda. Esta no oye lo que le dice su hermano y acaba siguiendo las órdenes de su madrastra: quitarse el vestido y asomarse a la ventana, desde la cual es empujada.
El rey queda horrorizado ante la visión de la novia negra y en consecuencia arroja al cochero a un nido de víboras. Sin embargo, la madrastra consigue persuadirle para que se case con ella igualmente.
En las cocinas de palacio aparece un pato blanco que le dice al chico que allí trabajaba que encienda el fuego. También le pregunta por Reginer y la novia negra. Unos días después, el joven le cuenta lo sucedido al rey, que ordena que le corten la cabeza al pato. Tras esto, el animal se transforma en la novia blanca. El rey libera al hermano de esta del nido de víboras y mete a la novia negra y a la madrastra en un barril con clavos que es arrastrado por un caballo. Finalmente, se casa con la novia blanca.